# Benigno Aquino III.

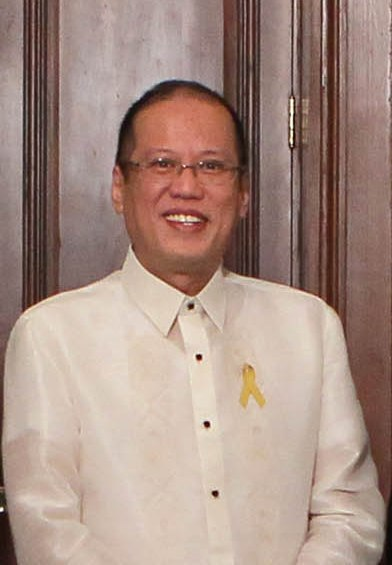
Benigno Aquino III. (2010)

Benigno Simeon „Noynoy“ Cojuangco Aquino III. (* 8. Februar 1960 in Manila; † 24. Juni 2021 ebenda) war ein philippinischer Politiker und Präsident der Republik der Philippinen. Er wurde bei der Wahl am 10. Mai 2010 zum 15. philippinischen Präsidenten gewählt und war bis 2016 im Amt.

## Biografie
Benigno Aquino III. war neben vier Töchtern der einzige Sohn der ehemaligen Präsidentin Corazon Aquino und des ermordeten vormaligen Senators Benigno Aquino, Jr.
Noynoy Aquino studierte an der Universität Ateneo de Manila Wirtschaftswissenschaften und schloss das Studium 1981 mit dem Bachelor of Arts ab. Danach lebte er zunächst mit seiner Familie im US-amerikanischen Boston im Exil. Nach der Ermordung seines Vaters im August 1983 kehrte er auf die Philippinen zurück, war aber zunächst politisch nicht aktiv.
Im Februar 1986 wurde seine Mutter Corazon Aquino neue Präsidentin der Philippinen. Achtzehn Monate später, am 28. August 1987, geriet Noynoy Aquino bei einem Putschversuch des Rebellenführers Gregorio Honasan gegen seine Mutter in eine Schießerei und wurde durch fünf Schüsse schwer verletzt. Eine der Kugeln konnte nicht entfernt werden und steckte bis an sein Lebensende in seinem Hals.
Ab Ende der 1990er-Jahre trat Noynoy Aquino politisch in Aktion. 1998 wurde er Mitglied der philippinischen Partido Liberal und im selben Jahr als Kongressabgeordneter ins Parlament gewählt, wo er bis 2007 im Repräsentantenhaus den 2. Distrikt der Provinz Tarlac vertrat. Am 15. Mai 2007 wurde er in den Senat, das Oberhaus des philippinischen Parlaments, gewählt und gehörte diesem bis zu seiner Wahl zum Präsidenten im Jahr 2010 an.
Am 9. September 2009, 40 Tage nach dem Tod seiner Mutter Corazon Aquino, gab er bekannt, bei den Präsidentschaftswahlen 2010 als Kandidat anzutreten. Der ebenfalls der Liberalen Partei angehörende Senator Mar Roxas hatte zuvor seine Kandidatur zugunsten Aquinos zurückgezogen. Die Auszählung der Stimmen der Präsidentschaftswahl vom 10. Mai 2010 wurde am 8. Juni 2010 offiziell abgeschlossen und Noynoy Aquino am 9. Juni vom Kongress als künftiger Präsident ausgerufen. Mit über 15,2 Millionen Wählerstimmen errang er einen Vorsprung von etwa 5,7 Millionen Stimmen auf den zweitplatzierten Kandidaten Joseph Estrada. Die Vereidigung und Amtsübernahme als 15. Präsident der Philippinen erfolgte am 30. Juni 2010.
Noynoy Aquino war ein Cousin zweiten Grades des Politikers Gilberto Teodoro, der bei den Präsidentschaftswahlen 2010 ebenfalls als Kandidat antrat. Die beiden waren jedoch Mitglieder verschiedener Parteien.
Aquino war der erste unverheiratete und kinderlose Präsident der Philippinen. Er hatte aber (nacheinander) Beziehungen mit mindestens fünf deutlich jüngeren Frauen. Im Jahr 2013 wurde er vom englischsprachigen Time Magazine in die jährlich erstellte Liste der einhundert einflussreichsten Persönlichkeiten aufgenommen.
Die philippinische Verfassung verbietet eine zweite Amtszeit eines Präsidenten. Bei der Präsidentschaftswahl von 2016 gewann der Kandidat der Partei PLP, Rodrigo Duterte. 
Noynoy Aquino starb am 24. Juni 2021 im Alter von 61 Jahren. Er hatte seit 2019 an verschiedenen Krankheiten gelitten.

## Trivia
Während seiner Amtszeit als Präsident wurde Aquino in den Medien meist PNoy genannt (President Noynoy). Ausgesprochen Pinoy bedeutet die Bezeichnung umgangssprachlich gleichzeitig Filipino oder filipinisch.